# Núcleos anteriores del tálamo
Los núcleos anteriores del tálamo son un grupo de núcleos cerebrales en el territorio anterior del tálamo cerebral. Tradicionalmente se incluye solo un núcleo en el territorio talámico anterior, el núcleo anterior del tálamo. El resto son núcleos de asociación dentro del territorio anterior del tálamo que reciben fibras principalmente de los cuerpos mamilares formando el tracto mamilo-talámico. Otras fibras provienen de otros núcleos hipotalámicos y su principal eferencia, es decir las fibras que salen de ahí van a la circunvolución del cíngulo. Topograficamente está delimitado por la lámina médula interna en su parte más anterior donde se presenta una bifurcación en forma de "Y". 

## Componentes
El territorio anterior del tálamo suele ser descrito con un solo núcleo. Sin embargo, se distinguen tres zonas predominantemente de materia gris: el núcleo anterodorsal, el anteromedial y el anteroventral.

## Función
El núcleo anterior del tálamo y sus constituyentes tienen conexiones similares a las del núcleo dorsolateral. Estos se asocian con funciones relacionadas con la memoria, el aprendizaje y ciertas conductas emocionales alimenticias, de albergue y sexo. Además, el territorio anterior del tálamo se relaciona muy íntimamente con el sistema límbico en la correlación de funciones autonómicas y conductas emotivas.